# Lee Scott
Harold Lee Scott, Jr. (* 14. März 1949) ist ein US-amerikanischer Manager.
Scott war von 2000 bis 2009 CEO der amerikanischen Supermarktkette Wal-Mart, die mit über 2,1 Mio. Beschäftigten der größte Arbeitgeber der Welt ist. Scott hatte Betriebswirtschaftslehre an der Pittsburg State University in Pittsburg, Kansas, studiert. Ab 1979 war er für Wal-Mart in unterschiedlichen Funktionen tätig und gehörte seit 1999 dem Board of Directors (Vorstand) des Unternehmens an, dem er von 2000 bis 2009 vorstand. 2011 verließ er das Unternehmen. Scott ist bekannt für seine rigorose Niedriglohnpolitik und seine oppositionelle Haltung gegenüber Gewerkschaften. Nach Einschätzung des amerikanischen Time Magazine gehörte Scott in den Jahren 2004 und 2005 zu den 100 einflussreichsten Personen.